# Мадона дела Стела (Бреша)
Мадона дела Стела је насеље у Италији у округу Бреша, региону Ломбардија.
Према процени из 2011. у насељу је живело 1 становника. Насеље се налази на надморској висини од 376 м.